# Темпа дел Корво (Салерно)
Темпа дел Корво је насеље у Италији у округу Салерно, региону Кампанија.
Према процени из 2011. у насељу је живело 108 становника. Насеље се налази на надморској висини од 362 м.